# Панэллинион (пароход)
«Панэллинион» (греч. Πανελλήνιον — Всегреческий) — греческое паровое судно обеспечения, оставившее своё имя в истории Греции и в особенности Крита второй половины XIX века.
Пароход был построен в Англии в 1856 году, под наблюдением греческого судостроителя Г. Томбазиса. Пароход был заказан министерством внутренних дел, с целью создания флотилии «Почтовой службы» Греции.

## История судна
В 1857 году пароход был передан компании «Греческое пароходство» (греч. Ελληνική Ατμοπλοΐα — Эллиники Атмоплойа).
С началом Критского восстания 1866—1868 годов «Панэллинион» и пароход «Идра» были мобилизованы и получили в вооружение на верфи острова Сирос по 2 орудия. Пароходы без промедления были посланы на прорыв морской блокады, находившегося ещё под турецким контролем, Крита, установленной кораблями Османской империи, для отправки и высадки добровольцев, продовольствия и оружия в поддержку повстанцев.
Поскольку у «Панэллинион» и «Идра» была маленькая вместимость в дальнейшем для прорыва блокады в США были приобретены пароходы «Аркади», «Энозис» и «Крит».
«Панэллинион» произвёл 9 рейсов на Крит, под командованием капитанов Н. Сахтуриса, Β. Οрлофа и Н. Ангеликараса.
1 октября 1866 года, после завершения высадки добровольцев под командованием майора Х. Зимвракакиса и боеприпасов в заливе Лутро, Сфакия, «Панэллинион» подвёргся атаке турецкого корабля береговой охраны, но сумел уйти, оборвав цепь и оставив якорь.
Через 12 лет «Панэллинион» был вновь использован во время Критского восстания 1878 года, вызванного русско-турецкой войной. В этот период пароход совершил 17 рейсов на Крит, под командованием капитанов Н. Сурмелиса и Н. Дривас.
Позже «Панэллинион» был передан компании «Новое пароходство» (греч. Νέα Ατμοπλοΐα — Неа атмоплойа) на острове Сирос.
Во время Первой мировой войны, в 1916 году, пароход был взорван у острова Имврос. До сих пор не выяснено, был ли пароход торпедирован подводной лодкой или налетел на мину.